# Ćiro Truhelka
Ćiro Truhelka (ur. 2 lutego 1865 w Osijeku, zm. 18 września 1942 w Zagrzebiu) – chorwacki archeolog.
Truhelka ukończył szkołę elementarną i średnią w rodzinnym Osijeku, a następnie udał się na studia do Zagrzebia. Był pierwszym kustoszem Muzeum Narodowego Bośni i Hercegowiny w Sarajewie, gdzie zajmował się badaniami językoznawczymi, nadając cyrylicy bośniackiej nazwę bosančica
Dokonał wielu bardzo ważnych odkryć archeologicznych na terenie Bośni i Hercegowiny z okresu przedosmańskiego (do XV w). W Prozor zweryfikował starą legendę o Grabovčevskich Dziewicach (Diva Grabovčeva), kiedy odkrył grób młodych kobiet, pochodzący z XVI/XVII w. W 1888 r. dokonał największego odkrycia swojego życia odnajdując w klasztorze franciszkanów w Jajce grób ostatniego króla Bośni Stefana Tomaszevicia.